# Ansor Chabibov
Ansor Muchamaddovudovič Chabibov (in russo Ансор Мухамаддовудович Хабибов?; Dušanbe, 20 luglio 2003) è un calciatore russo, centrocampista dell'Arsenal Tula.

## Carriera
Nato in Tagikistan, ha mosso i primi passi nel mondo del calcio nell'Oka Aleksin all'età di 7 anni. Nel 2016 passa al Master-Saturn, mentre nel 2018 al settore giovanile dell'Arsenal Tula, con cui ha esordito in prima squadra il 6 marzo 2022 disputando l'incontro di Prem'er-Liga pareggiato 2-2 contro il Kryl'ja Sovetov Samara.

## Statistiche

### Presenze e reti nei club
Statistiche aggiornate al 10 aprile 2022.
| Stagione        | Squadra         | Campionato      | Campionato | Campionato | Coppe nazionali | Coppe nazionali | Coppe nazionali | Coppe continentali | Coppe continentali | Coppe continentali | Altre coppe | Altre coppe | Altre coppe | Totale | Totale |
| Stagione        | Squadra         | Comp            | Pres       | Reti       | Comp            | Pres            | Reti            | Comp               | Pres               | Reti               | Comp        | Pres        | Reti        | Pres   | Reti   |
| --------------- | --------------- | --------------- | ---------- | ---------- | --------------- | --------------- | --------------- | ------------------ | ------------------ | ------------------ | ----------- | ----------- | ----------- | ------ | ------ |
| 2021-gen. 2022  | Arsenal-2 Tula  | 2D              | 3          | 0          |                 | -               | -               |                    | -                  | -                  |             | -           | -           | 3      | 0      |
| gen.-giu. 2022  | Arsenal Tula    | PL              | 4          | 0          | CR              | 0               | 0               |                    | -                  | -                  |             | -           | -           | 4      | 0      |
| Totale carriera | Totale carriera | Totale carriera | 7          | 0          |                 | 0               | 0               |                    | -                  | -                  |             | -           | -           | 7      | 0      |